# Vatteville-la-Rue
 Vatteville-la-Rue  es una población y comuna francesa, en la región de Alta Normandía, departamento de Sena Marítimo, en el distrito de Ruan y cantón de Caudebec-en-Caux.

## Demografía
| 744 | 694 | 636 | 746 | 897 | 890 |
| Para los censos de 1962 a 1999 la población legal corresponde a la población sin duplicidades (Fuente: INSEE [Consultar]) |     |     |     |     |     |